# Missen-Wilhams
Missen-Wilhams ist eine Gemeinde im schwäbischen Landkreis Oberallgäu. Der Hauptort Missen ist Sitz der Gemeindeverwaltung.

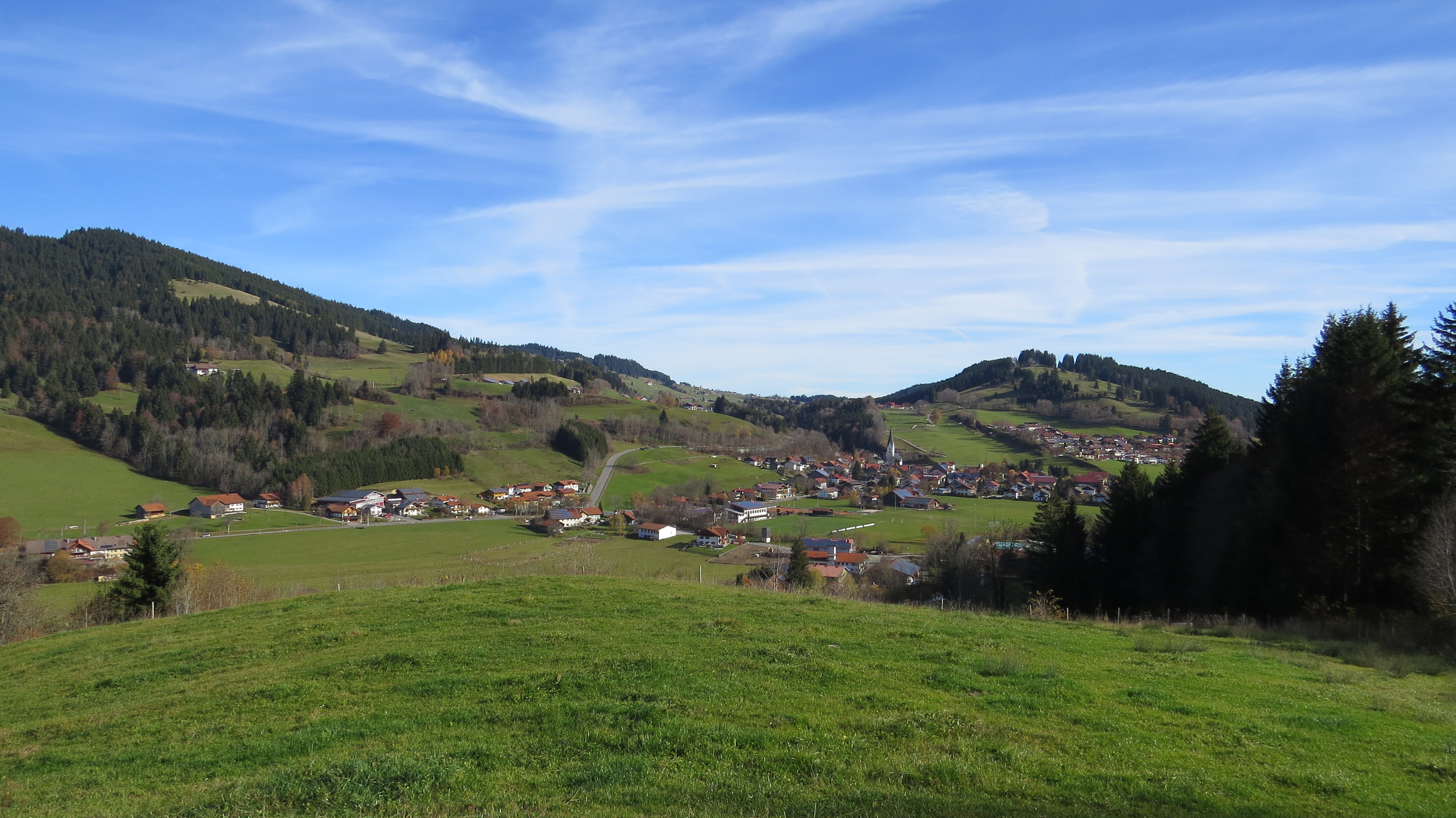
Missen von Westen

## Geographie

### Gemarkungen und Gemeindeteile
Das Gemeindegebiet besteht aus den Gemarkungen Missen und Wilhams.
Die Gemeinde hat 9 Gemeindeteile (in Klammern ist der Siedlungstyp angegeben):
- Aigis (Dorf)
- Berg (Dorf)
- Börlas (Dorf)
- Geratsried (Weiler)
- Missen (Pfarrdorf)
- Oberstixner (Einöde)
- Unterstixner (Einöde)
- Wiederhofen (Dorf)
- Wilhams (Dorf)

### Nachbargemeinden
| Grünenbach   | Weitnau                                     |                      |
| Stiefenhofen | Kompassrose, die auf Nachbargemeinden zeigt | Immenstadt im Allgäu |
|              | Oberstaufen                                 |                      |

## Geschichte

### Bis zur Gemeindegründung
Wilhams war ein Teil der österreichischen Herrschaft Bregenz-Hohenegg. Missen fiel mit der Grafschaft Königsegg-Rothenfels durch Tausch 1804 an Österreich. Seit den Friedensverträgen von Brünn und Preßburg 1805 gehören die Orte zum neu entstandenen Königreich Bayern.
Am 1. Januar 1959 wurden die Gemeinden Missen und Wilhams zur Gemeinde Missen-Wilhams zusammengeschlossen.

### Einwohnerentwicklung
Auf dem Gebiet der Gemeinde entwickelte sich die Einwohnerzahl wie folgt:
| Jahr      | 1961 | 1970 | 1987 | 1991 | 1995 | 2000 | 2005 | 2010 | 2015 | 2020 |
| Einwohner | 1225 | 1139 | 1135 | 1284 | 1383 | 1385 | 1405 | 1410 | 1433 | 1448 |

Zwischen 1988 und 2018 wuchs die Gemeinde von 1131 auf 1454 um 323 Einwohner bzw. um 28,6 %.

## Politik

### Bürgermeister
Seit 1. Mai 2020 ist Martina Wilhelm (CSU/UWG) Erste Bürgermeisterin; diese wurde unter zwei Kandidaten mit 81,8 % der Stimmen gewählt. Ihr Vorgänger war Hans-Ulrich von Laer (CSU/Freie Wähler/ÖDP), im Amt von 2008 bis 2020. Dessen Vorgänger war Wolfgang Abt (CSU/Freie Wähler).

### Gemeinderat
Bei der Wahl am 15. März 2020 lag nur der gemeinsame Wahlvorschlag von CSU, Freie Wähler, ÖDP und UWG mit 20 Bewerbern vor; die zwölf Kandidaten mit den meisten Stimmen zogen in den Gemeinderat ein. Die Wahlbeteiligung lag bei 71,12 %.

### Verwaltung
Die Gemeinde ist ein Mitglied der Verwaltungsgemeinschaft Weitnau.

### Wappen
| Wappen Gde. Missen-Wilhams | Blasonierung: „In Gold ein schwarzer Grenzstein, diesem aufgelegt übereinander zwei Schilde; im oberen silbernen eine dreilatzige rote Fahne, im unteren roten ein silberner Balken.“ |
| Wappen Gde. Missen-Wilhams | Siehe auch : Liste der Wappen mit dem Emblem der Pfalzgrafen von Tübingen und Vorderösterreich#Historische Bedeutung                                                                  |

## Kultur und Sehenswürdigkeiten

### Bauwerke
- Pfarrkirche St. Martin
- St.-Josefs-Kapelle im Ortsteil Wilhams, wo seit 1987 eine Gedenktafel an den katholischen Pazifisten Michael Lerpscher erinnert, der 1940 wegen Wehrkraftzersetzung (er verweigerte den Kriegsdienst) in Brandenburg-Görden ermordet wurde[7]
- Carl-Hirnbein-Museum
- Römerbrücken
- Alpkönigblick, etwa 20 Meter hoher Aussichtsturm auf dem Hauchenberg[8]
- Haus Missen

## Wirtschaft und Infrastruktur

### Wirtschaft einschließlich Land- und Forstwirtschaft
2019 gab es in der Gemeinde 314 sozialversicherungspflichtige Arbeitsplätze. Von der Wohnbevölkerung standen 605 Personen in einem versicherungspflichtigen Beschäftigungsverhältnis. Damit war die Zahl der Auspendler um 291 Personen größer als die der Einpendler. 15 Einwohner waren arbeitslos. 2016 gab es 69 landwirtschaftliche Betriebe.
- In Missen sitzt die Brauerei des Schäffler Bräus

### Bildung
Es gibt
- eine Kindertagesstätte mit 62 Plätzen und 72 betreuten Kindern (1. März 2020) und
- die Grundschule Missen-Wilhams mit 61 Schülern (Schuljahr 2020/21)[9]

## Persönlichkeiten

### Söhne und Töchter der Gemeinde
- Carl Hirnbein (auch Karl Hirnbein; * 1807; † 1871), Großbauer und Politiker
- Auguste Städele (* 1879; † 1966), Bäuerin und Fotografin[10]
- Michael Lerpscher (* 1905; † 1940), religiös motivierter Kriegsdienstverweigerer, Opfer des Nationalsozialismus
- Gudrun Brug (* 1949), Schriftstellerin
- Joseph Hauber (* 1766; † 1834), Maler, Radierer und Lithograph.
- Wilhelm Widmann (* 1858; † 1939), geboren am 31. Oktober 1858 in Missen; Primiz am 22. August 1883 in Missen; Königlich geistlicher Rat; Musikpräfekt in Neuburg 1884–1887; Domvikar und Domkapellmeister in Eichstätt 1887–1927; Musikpräfekt am bischöflichen Seminar 1887–1891; gestorben am 31. Oktober 1939 in Eichstätt
- Agnes Reisch (* 1999), deutsche Skispringerin

### Ehrenbürger
- Johann Baptist Aichele (* 1907; † 1987), katholischer Priester, Theologe, Monsignore, Religionslehrer; Retter des Augsburger Domes[11]
- Heinz Dröge (* 1936), Altbürgermeister[12]

### Weitere
- Dieter Salomon (* 1960), Politiker (Grüne) und ehemaliger Oberbürgermeister der Stadt Freiburg im Breisgau, verbrachte in Missen Teile seiner Jugend.
- Hans-Georg von der Marwitz (* 1961), Landwirt und Bundestagsabgeordneter, verbrachte einen Großteil seiner Jugend auf dem elterlichen Anwesen bei Wilhams.
- Ulrike Müller (* 1962), Mitglied des Europaparlaments, lebt in der Gemeinde.